# Shoryuhai
Das Harvard Invitational Shoryuhai Intercollegiate Kendo Tournament, kurz Shoryuhai (jap. 昇竜杯, shōryū-hai, etwa „Pokal des aufsteigenden Drachens“), ist ein nordamerikanisches Kendo-Turnier an der Harvard University. Das Shoryuhai ist der größte Kendo-Wettkampf auf College-Ebene in den USA und wird jährlich ausgetragen. 

## Geschichte
Im April 1997 wurde das Shoryuhai zum ersten Mal ausgetragen, damals mit nur 15 Teilnehmern. Bereits im darauf folgenden Jahr jedoch wurde der Kreis der teilnehmenden Universitäten verdreifacht. Es nahmen Studenten aus Harvard, Yale, Cornell, McGill, der University of Waterloo und der University of Connecticut teil.
1998 stiftete der damalige japanische Premierminister Ryūtarō Hashimoto zwei Trophäen, von denen eine dauerhaft an der Harvard University verbleibt und die andere als Wanderpokal an die jeweils siegreiche Universität des Team-Wettkampfs vergeben wird.
Im Jahr 2009 nahm mit einem Team der Universität Münster zum ersten Mal eine europäische Mannschaft am Turnier teil.

## Austragungsformat
Das Turnier findet im Malkin Athletic Center (MAC) statt und teilt sich auf zwei Tage auf, an denen Mannschafts- und Einzelwettkämpfe ausgetragen werden. 